# 리틀빅픽쳐스
리틀빅픽쳐스(영어: Little Big Pictures)는 대한민국의 영화 배급사이다.  2013년 설립되었다.

## 배급 영화

### 2010년대
| 개봉             | 영화                                               | 비고                                       |
| ---------------- | -------------------------------------------------- | ------------------------------------------ |
| 2014년 7월 2일   | 《소녀괴담》                                       |                                            |
| 2014년 11월 13일 | 《카트》                                           |                                            |
| 2014년 12월 31일 | 《개를 훔치는 완벽한 방법》                        |                                            |
| 2015년 1월 28일  | 《내 심장을 쏴라》                                 |                                            |
| 2015년 4월 9일   | 《화장》                                           |                                            |
| 2015년 5월 21일  | 《산다》                                           |                                            |
| 2015년 7월 15일  | 《쓰리 썸머 나잇》                                 |                                            |
| 2017년 4월 5일   | 《시간위의 집》                                    |                                            |
| 2017년 6월 8일   | 《나는 고양이로소이다》                            |                                            |
| 2017년 8월 31일  | 《소나기》                                         |                                            |
| 2017년 9월 21일  | 《아이 캔 스피크》                                 |                                            |
| 2017년 10월 25일 | 《유리정원》                                       |                                            |
| 2017년 11월 23일 | 《고령가 소년 살인 사건》                          |                                            |
| 2017년 12월 28일 | 《고스트 스토리》                                  |                                            |
| 2018년 1월 24일  | 《1급기밀》                                        |                                            |
| 2018년 2월 22일  | 《지구: 놀라운 하루》                              |                                            |
| 2018년 2월 22일  | 《환절기》                                         |                                            |
| 2018년 3월 8일   | 《괴물들》                                         |                                            |
| 2018년 3월 14일  | 《치즈인더트랩》                                   |                                            |
| 2018년 3월 22일  | 《운동회》                                         |                                            |
| 2018년 4월 12일  | 《머니백》                                         |                                            |
| 2018년 5월 30일  | 《홈》                                             |                                            |
| 2018년 6월 28일  | 《하나 그리고 둘》                                 | 재개봉                                     |
| 2018년 7월 18일  | 《빅 식》                                          |                                            |
| 2018년 7월 19일  | 《박화영》                                         |                                            |
| 2018년 8월 29일  | 《탑건》                                           | 재개봉                                     |
| 2018년 9월 19일  | 《명당》                                           | 제공만 담당; 배급은 메가박스중앙㈜플러스엠 |
| 2018년 10월 11일 | 《미쓰백》                                         |                                            |
| 2018년 10월 25일 | 《이,기적인 남자》                                 |                                            |
| 2018년 11월 7일  | 《동네사람들》                                     |                                            |
| 2018년 11월 22일 | 《툴리》                                           |                                            |
| 2018년 12월 6일  | 《리벤져》                                         |                                            |
| 2019년 1월 16일  | 《그대 이름은 장미》                               |                                            |
| 2019년 3월 27일  | 《선희와 슬기》                                    |                                            |
| 2019년 4월 17일  | 《왓칭》                                           |                                            |
| 2019년 5월 1일   | 《파업전야》                                       |                                            |
| 2019년 5월 16일  | 《나의 히어로 아카데미아 더 무비: 두 명의 히어로》 |                                            |
| 2019년 5월 30일  | 《옹알스》                                         |                                            |
| 2019년 6월 13일  | 《극장판 오소마츠 6쌍둥이》                        |                                            |
| 2019년 7월 10일  | 《진범》                                           |                                            |
| 2019년 7월 18일  | 《극장판 샤이닝 스타: 새로운 루나퀸의 탄생!》      |                                            |
| 2019년 10월 17일 | 《두번할까요》                                     |                                            |
| 2019년 10월 30일 | 《니나 내나》                                      |                                            |
| 2019년 11월 14일 | 《윤희에게》                                       |                                            |
| 2019년 11월 28일 | 《수퍼 디스코》                                    |                                            |
| 2019년 12월 12일 | 《월성》                                           |                                            |

### 2020년대
| 개봉            | 영화                               | 비고            |
| --------------- | ---------------------------------- | --------------- |
| 2020년 1월 22일 | 《미스터 주: 사라진 VIP》          |                 |
| 2020년 2월 6일  | 《극장판 미니특공대: 공룡왕 디노》 |                 |
| 2020년 4월 23일 | 《사냥의 시간》                    | 넷플릭스로 공개 |
| 2020년 4월 30일 | 《저 산 너머》                     |                 |
| 2020년 7월 1일  | 《소리꾼》                         |                 |
| 2020년 8월 13일 | 《어서오시게스트하우스》           |                 |
| 2020년 9월 10일 | 《나를 구하지 마세요》             |                 |

## 배급 예정
| 개봉 | 영화                                  | 비고 |
| ---- | ------------------------------------- | ---- |
| 미정 | 《극장판 도라에몽: 진구의 달 탐사기》 |      |
| 미정 | 《제8일의 밤》                        |      |